# Bosc mixt sarmàtic

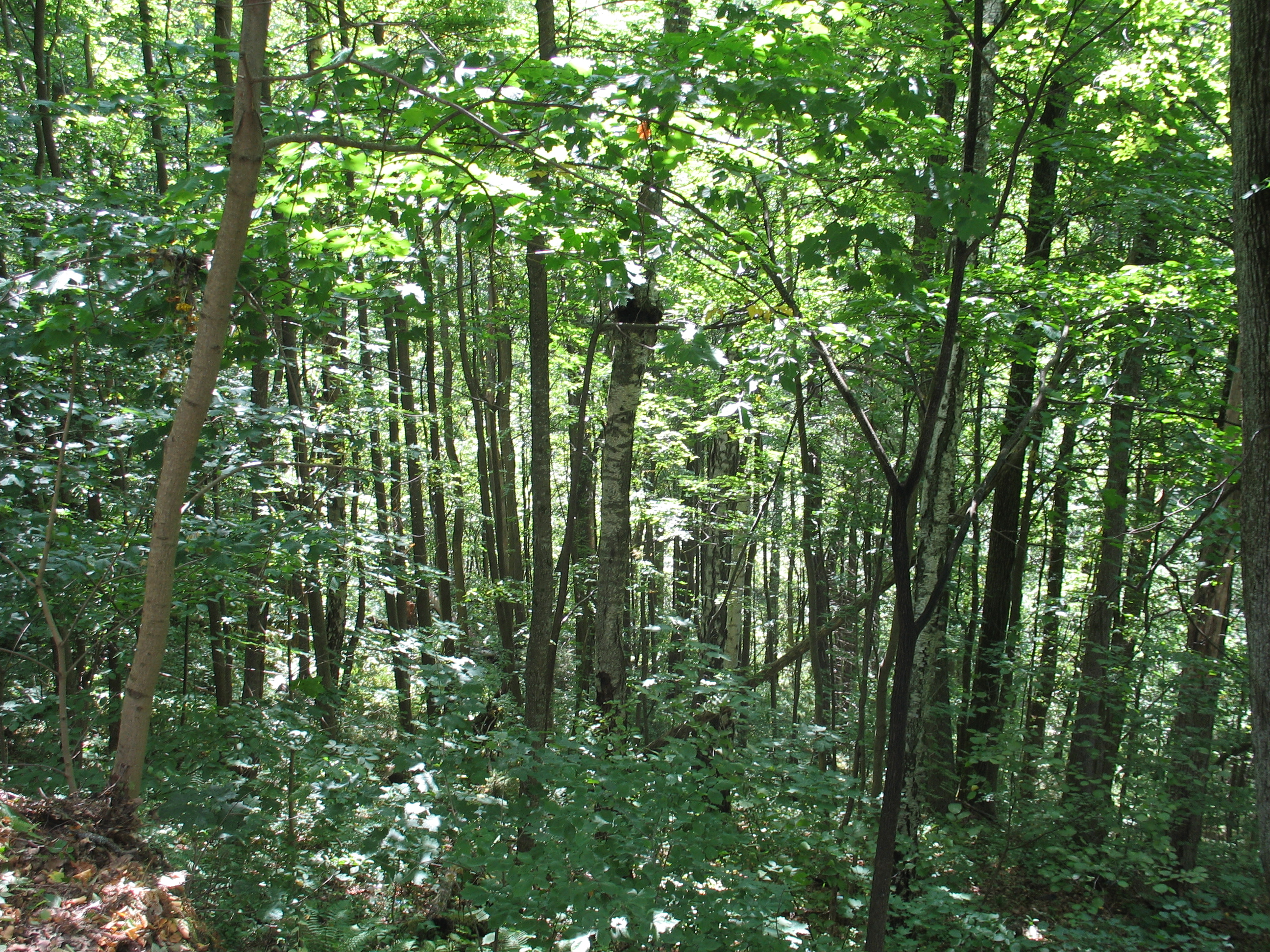
Bosc mitx sarmàtic a Letònia

El bosc mixt sarmàtic és una ecoregió de la ecozona paleàrtica, definida per WWF, que constitueix el límit septentrional dels boscos temperats a Europa.

## Descripció
És una ecoregió de boscos temperats de frondoses mixtos que ocupa 846.100 quilòmetres quadrats en una franja que s'estén des de l'extrem sud de Noruega, passant pel sud de Suècia, l'arxipèlag d'Åland, l'extrem sud-oest de Finlàndia, la totalitat d'Estònia i Letònia i la meitat nord de Lituània i Belarús, fins als Urals, a través de la zona central de la Rússia europea.

## Flora
La vegetació de l'ecoregió consisteix en boscos mixtos de transició on s'encavalquen el límit septentrional de la distribució del roure de fulla gran (Quercus robur) i el límit meridional a baixa altitud de la pícea de Noruega (Picea abies), mesclats amb pi silvestre (Pinus sylvestris) a les zones més seques.